# Peblephaeus
Peblephaeus is een kevergeslacht uit de familie van de boktorren (Cerambycidae). De wetenschappelijke naam van het geslacht werd voor het eerst geldig gepubliceerd in 1984 door Kusama & Takakuwa.

## Soorten
Peblephaeus omvat de volgende soorten:
- Peblephaeus decoloratus (Schwarzer, 1925)
- Peblephaeus ishigakianus (Yokoyama, 1971)
- Peblephaeus lutaoensis Takakuwa, 1991
- Peblephaeus nobuoi (Breuning & Ohbayashi, 1966)
- Peblephaeus okinawanus (Hayashi, 1962)
- Peblephaeus satoi Makihara, 2003
- Peblephaeus yayeyamai (Breuning, 1955)
- Peblephaeus yonagunii (Breuning & Ohbayashi, 1964)